# Phil Cofer
Philip Michael Cofer (Atlanta, 19 januari 1996) is een Amerikaans voormalig basketballer.

## Carrière
Cofer speelde collegebasketbal voor de Florida State Seminoles van 2014 tot 2019 toen hij deelnam aan de NBA Draft maar niet gekozen werd. Hij zou aanvankelijk een kans krijgen in het rooster van de Atlanta Hawks voor de NBA Summer League maar werd er uiteindelijk niet in opgenomen. Hij speelde daarna voor drie verschillende teams uit de Amerikaanse NBA G League voordat hij zich in 2021 aansloot bij de Belgische ploeg Antwerp Giants. Hij speelde daar tot begin december. Het jaar erop speelde hij in de Atlanta Entertainment Basketball League (AEBL).
Cofer heeft ook een YouTube-kanaal, waarvoor hij voornamelijk vlogs over zijn leven als basketballer maakt.

## Privéleven
Zijn vader Michael Cofer, een voormalig NFL-speler, overleed in 2019 terwijl zijn zoon Phil een wedstrijd aan het spelen was.